# Emerson Ramos Borges
Emerson Ramos Borges, noto semplicemente come Emerson (Joinville, 16 agosto 1980), è un calciatore brasiliano, difensore o centrocampista del Fonni.

## Caratteristiche tecniche
Mancino, può giocare sia da difensore centrale che da mediano.
Dotato di buona tecnica individuale, possiede un sinistro molto potente e preciso, inoltre è un ottimo tiratore dalla lunga distanza.

## Carriera

### Club

#### Gli inizi in Brasile
Inizia a giocare con la squadra della sua città, nella squadra U19 del Joinville, cominciando la carriera da professionista nel Caxias con il quale gioca 12 partite e mette a segno 3 reti nell'anno dell'esordio.
Finisce la sua gavetta nelle serie inferiori del Campeonato Paulista, giocando per il Jalesense con cui disputa 25 partite e realizza 13 gol; successivamente si trasferisce al Palmeiras dove non riesce mai a scendere in campo, venendo incluso nella squadra "B".

#### Trasferimento in Italia: Elmas, Nuorese, Taranto e Lumezzane
Arriva in Italia nel 2003, tra le file dell'Atletico Elmas, ai tempi Atletico Calcio, in Serie D: gioca 20 partite realizzando 3 gol.
L'anno seguente si trasferisce alla Nuorese dove milita per tre anni, ottenendo una promozione in Serie C2 con 96 partite disputate e 28 realizzazioni.
Finita la permanenza nella Nuorese, nel 2007 passa al Taranto, dove gioca per una stagione in Serie C1, non riuscendo ad arrivare in Serie B nonostante i play-off. Conclude la sua esperienza con 14 partite giocate (di cui 3 nei play-off) e 3 reti.
Nella stagione seguente si trasferisce al Lumezzane e diventa un punto fermo dei valgobbini. Disputa infatti 88 partite in 3 anni, segnando 7 gol.

#### L'approdo in Serie B alla Reggina
Nell'agosto 2011 viene acquistato dalla Reggina. In maglia amaranto gioca 38 partite del campionato e mette a segno 2 reti, disputando un'ottima stagione.

#### L'esplosione a Livorno
L'anno successivo viene ceduto al Livorno; la nuova casacca gli fa ritrovare Davide Nicola in precedenza suo compagno di squadra e allenatore al Lumezzane. Gioca 41 partite (più 4 nei play-off) e mette a segno tre gol. Nicola inizialmente lo schiera come mediano, poi lo sposta al centro della difesa. Al termine della stagione ottiene la promozione in Serie A, dopo essersi reso autore di un'annata ad alti livelli.
A 33 anni e 9 giorni arriva l'esordio in Serie A sempre con la maglia del Livorno. Punto fermo della difesa, mette a segno il suo primo gol nella massima serie durante la decima giornata nella gara interna contro il Torino: dopo aver conquistato palla nella propria trequarti, si libera di un avversario con un doppio passo e rilascia un sinistro potente e preciso che da oltre trenta metri di distanza si insacca sotto la traversa.
Il 16 febbraio 2014 segna il suo secondo gol stagionale nella gara contro il Cagliari, insaccando un siluro da 40 metri sotto la traversa per l'1-0. Dedica poi il gol al compagno Andrea Luci, infortunatosi pochi minuti prima. A fine stagione la squadra livornese retrocede in serie cadetta.

#### Padova
Il 4 luglio 2016 firma un contratto annuale con il Padova.

#### Feralpisalò
Il 6 luglio 2017 viene ufficializzato il suo passaggio alla Feralpisalò, con il quale firma un contratto annuale.

#### Potenza
Il 16 luglio 2018 viene ufficializzato il suo passaggio al Potenza.
Con i lucani collezionerà 74 presenze, segnando 9 reti.

#### Olbia
Il 18 agosto 2020 viene comunicato il suo approdo al club sardo dell'Olbia con il quale firma un contratto biennale.

##### Nuorese
Dopo 3 stagioni in maglia bianca fa ritorno alla Nuorese, che disputerà il torneo di Promozione. Il 12 maggio 2024 la squadra vince il campionato garantendosi il ritorno in Eccellenza.

##### Fonni
L'8 luglio 2025 il Fonni, squadra sarda di prima categoria, annuncia sui propri canali di aver raggiunto l'accordo con il 45enne per la stagione 2025-26.

## Statistiche

### Presenze e reti nei club
Statistiche aggiornate al 23 aprile 2023.
| Stagione         | Squadra          | Campionato       | Campionato | Campionato | Coppe nazionali | Coppe nazionali | Coppe nazionali | Coppe continentali | Coppe continentali | Coppe continentali | Altre coppe | Altre coppe | Altre coppe | Totale | Totale |
| Stagione         | Squadra          | Comp             | Pres       | Reti       | Comp            | Pres            | Reti            | Comp               | Pres               | Reti               | Comp        | Pres        | Reti        | Pres   | Reti   |
| ---------------- | ---------------- | ---------------- | ---------- | ---------- | --------------- | --------------- | --------------- | ------------------ | ------------------ | ------------------ | ----------- | ----------- | ----------- | ------ | ------ |
| 1999-2000        | Joinville        | CC               | 0          | 0          | -               | -               | -               | -                  | -                  | -                  | -           | -           | -           | 0      | 0      |
| 2000-2001        | Caxias do Sul    | CG               | 12         | 3          | -               | -               | -               | -                  | -                  | -                  | -           | -           | -           | 12     | 3      |
| 2001-2002        | Jalesense        | CP (B2)          | 25         | 13         | -               | -               | -               | -                  | -                  | -                  | -           | -           | -           | 25     | 13     |
| 2002-2003        | Palmeiras        | B                | 0          | 0          | -               | -               | -               | -                  | -                  | -                  | -           | -           | -           | 0      | 0      |
| 2003-2004        | Atletico Elmas   | D                | 20         | 3          | CI-D            | 1               | 0               | -                  | -                  | -                  | -           | -           | -           | 21     | 3      |
| 2004-2005        | Nuorese          | Ecc.             | 29         | 12         | CI-E            | 4               | 2               | -                  | -                  | -                  | -           | -           | -           | 33     | 14     |
| 2005-2006        | Nuorese          | D                | 18+2       | 7+1        | CI-D            | 4               | 1               | -                  | -                  | -                  | -           | -           | -           | 24     | 9      |
| 2006-2007        | Nuorese          | C2               | 30+2       | 6          | CI-C            | 4               | 0               | -                  | -                  | -                  | -           | -           | -           | 36     | 6      |
| 2007-gen. 2008   | Nuorese          | C2               | 19         | 3          | CI-C            | 4               | 0               | -                  | -                  | -                  | -           | -           | -           | 23     | 3      |
| Totale Nuorese   | Totale Nuorese   | Totale Nuorese   | 96+4       | 28+1       |                 | 16              | 3               |                    | -                  | -                  |             | -           | -           | 116    | 32     |
| gen.-giu. 2008   | Taranto          | C1               | 11+3       | 3          | CI-C            | 0               | 0               | -                  | -                  | -                  | -           | -           | -           | 14     | 3      |
| 2008-2009        | Lumezzane        | 1D               | 25         | 0          | CI+CI-LP        | 1+1             | 0+1             | -                  | -                  | -                  | -           | -           | -           | 27     | 1      |
| 2009-2010        | Lumezzane        | 1D               | 32         | 5          | CI+CI-LP        | 3+3             | 1+2             | -                  | -                  | -                  | -           | -           | -           | 38     | 8      |
| 2010-2011        | Lumezzane        | 1D               | 31         | 2          | CI+CI-LP        | 2+0             | 0               | -                  | -                  | -                  | -           | -           | -           | 33     | 2      |
| ago. 2011        | Lumezzane        | 1D               | 0          | 0          | CI+CI-LP        | 2+0             | 0               | -                  | -                  | -                  | -           | -           | -           | 2      | 0      |
| Totale Lumezzane | Totale Lumezzane | Totale Lumezzane | 88         | 7          |                 | 12              | 4               |                    | -                  | -                  |             | -           | -           | 100    | 11     |
| ago. 2011-2012   | Reggina          | B                | 38         | 2          | CI              | 1               | 1               | -                  | -                  | -                  | -           | -           | -           | 39     | 3      |
| 2012-2013        | Livorno          | B                | 41+4       | 3+0        | CI              | 1               | 0               | -                  | -                  | -                  | -           | -           | -           | 46     | 3      |
| 2013-2014        | Livorno          | A                | 31         | 2          | CI              | 1               | 0               | -                  | -                  | -                  | -           | -           | -           | 32     | 2      |
| 2014-2015        | Livorno          | B                | 35         | 2          | CI              | 1               | 0               | -                  | -                  | -                  | -           | -           | -           | 36     | 2      |
| 2015-2016        | Livorno          | B                | 7          | 0          | CI              | 2               | 0               | -                  | -                  | -                  | -           | -           | -           | 9      | 0      |
| Totale Livorno   | Totale Livorno   | Totale Livorno   | 114+4      | 7          |                 | 5               | 0               |                    | -                  | -                  |             | -           | -           | 123    | 7      |
| 2016-2017        | Padova           | LP               | 37+1       | 1+0        | CI+CI-LP        | 1+0             | 0               | -                  | -                  | -                  | -           | -           | -           | 39     | 1      |
| 2017-2018        | Feralpisalò      | C                | 28         | 0          | CI+CIC          | 1+0             | 0               | -                  | -                  | -                  | -           | -           | -           | 29     | 0      |
| 2018-2019        | Potenza          | C                | 35+4       | 5          | CI-C            | 5               | 1               | -                  | -                  | -                  | -           | -           | -           | 44     | 6      |
| 2019-2020        | Potenza          | C                | 28+3       | 3          | CI+CI-C         | 2+3             | 0               | -                  | -                  | -                  | -           | -           | -           | 36     | 3      |
| Totale Potenza   | Totale Potenza   | Totale Potenza   | 63+7       | 8          |                 | 10              | 1               |                    | -                  | -                  |             | -           | -           | 80     | 9      |
| 2020-2021        | Olbia            | C                | 36         | 2          | -               | -               | -               | -                  | -                  | -                  | -           | -           | -           | 36     | 2      |
| 2021-2022        | Olbia            | C                | 31+2       | 3          | CI-C            | 1               | 0               | -                  | -                  | -                  | -           | -           | -           | 34     | 3      |
| 2022-2023        | Olbia            | C                | 30         | 1          | CI-C            | 1               | 0               | -                  | -                  | -                  | -           | -           | -           | 31     | 1      |
| Totale Olbia     | Totale Olbia     | Totale Olbia     | 97+2       | 6          |                 | 2               | 0               |                    | -                  | -                  |             | -           | -           | 101    | 6      |
| 2023-2024        | Nuorese          | Prom.            | 27         | 4          |                 |                 |                 | -                  | -                  | -                  | -           | -           | -           | 27     | 4      |
| Totale           | Totale           | Totale           | 677        | 86         |                 | 49              | 9               |                    | -                  | -                  |             | -           | -           | 726    | 95     |

## Palmarès

### Club

#### Competizioni nazionali
- Coppa Italia Lega Pro: 1

Lumezzane: 2009-2010

#### Competizioni interregionali
- Serie D: 1

Nuorese: 2005-2006

#### Competizioni regionali
- Eccellenza: 1

Nuorese: 2004-2005
- Promozione: 1

Nuorese: 2023-2024

#### Competizioni statali
- Campionato Catarinense: 1

Joinville: 2000